# James Tedesco

a Compétitions nationales et continentales officielles uniquement.

b Matchs officiels uniquement.
James Tedesco, né le 8 janvier 1993 à Ryde (Australie), est un joueur australien d'origine italienne de rugby à XIII évoluant au poste d'arrière ou d'ailier dans les années 2010 et 2020.
Jouant au rugby à XIII dès ses plus jeunes années, il est rapidement repéré pour intégrer la sélection scolaire australienne. Courtisé par de nombreux clubs, c'est avec les Wests Tigers qu'il s'engage et dispute la National Rugby League à partir de 2012. Bien que performant à son poste d'arrière, il ne connaît pas les phases finales de NRL durant ses six années passées dans ce club. En 2018, il s'engage pour les Sydney Roosters qui jouent le haut du tableau. Il répond à l'attente et hausse son niveau pour remporter à deux reprises la NRL en 2018 et 2019 et en y étant nommé meilleur joueur de la saison 2019. Parallèlement, il est nommé meilleur arrière de la NRL en 2016 (sous le maillot des Wests Tigers) puis en 2019, 2022 et 2024 avec les Sydney Roosters.
En sélection australienne, il devient le titulaire du poste d'arrière à la suite du retrait de Billy Slater, en attendant il dispute deux éditions de Coupe du monde avec l'Italie en 2013 et 2017. Lors de l'édition 2022, titulaire au poste d'arrière de l'équipe d'Australie, il prend une part active au titre de Coupe du monde. Concernant le State of Origin, il joue pour la sélection de Nouvelle-Galles du Sud à partir de 2016 où il y devient le titulaire au poste d'arrière et compte plus de vingt sélections, il remporte les éditions 2018, 2019, 2021 et 2024 revêtant le rôle de capitaine.

## Biographie
James Tedesco est né dans la banlieue nord de Sydney à Ryde en Nouvelle-Galles du Sud en Australie. Il a des origines italiennes et a été élevé dans une propriété de cent hectares à Menangle au sud-ouest de Sydney où il disposait de son propre terrain de football. C'est dans ce dernier sport qu'il s'exerça toute son enfance.
James Tedesco débute au rugby à XIII en tant qu'ailier en banlieue ouest de Sydney aux Magpies de Western Suburds aux côtés de David Nofoaluma. Il est rapidement repéré et est intégré dans l'école scolaire d'Australie de rugby à XIII. Il poursuit sa progression en prenant confiance et se révèle ensuite dans l'équipe jeune des Wests Tigers.
Il est alors courtisé par de nombreux clubs de National Rugby League où les Wests Tigers et les Dragons de St. Georges-Illawara font une montée aux enchères, et c'est finalement dans le premier club que Tedesco signe. À 19 ans, il fait ses débuts en National Rugby League avec les Wests Tigers contre les Sharks de Cronulla-Sutherland mais se blesse gravement au genou au cours de ce match avec une déchirure du ligament croisé antérieur du genou gauche mettant un terme à sa première saison.
En 2013, il s'impose rapidement titulaire au poste d'arrière après quelques essais également au poste d'ailier. Il participe même au City vs Country Origin avec seulement quatre matchs de NRL disputés dans sa carrière. Il remplace au poste d'arrière Tim Moltzen, ce dernier replacé au poste de demi de mêlée à la place de Braith Anasta blessé se blesse également grièvement au genou mettant un terme à sa carrière à la suite de cette blessure. Tedesco inscrit huit essais au cours de cette saison pour dix-neuf matchs disputés malgré une fissure au péroné, toutefois cette blessure ne représentait pas de danger. Cette saison est ponctuée par une sélection en équipe d'Italie qualifiée pour la Coupe du monde 2013. Aux côtés de son capitaine Anthony Minichiello et placé au poste de centre, l'Italie surprend le pays de Galles 32-16 avec un essai de sa part puis obtient un nul contre l'Écosse 30-30, avant de perdre contre les Tonga 0-16 éliminant la sélection transalpine en phase de groupe.
Au cours de la saison 2014, Tedesco est tout près de s'engager aux Raiders de Canberra avant de renoncer, puis se blesse à la seizième journée en se fracturant la rotule mettant un terme à sa saison avec un bilan de huit matchs pour six essais. La saison 2015 est la saison révélatrice de son talent. Il inscrit dix-sept essais en vingt-quatre rencontres et s'affirme comme l'un des meilleurs arrières de la NRL, et confirme en 2016 où il est sélectionné pour la troisième rencontre du State of Origin avec la Nouvelle-Galles du Sud. Il est élu meilleur arrière de la NRL succédant à Roger Tuivasa-Sheck et Jarryd Hayne.

## Palmarès
- Collectif :
  - Vainqueur  de la Coupe du monde : 2022 (Australie).
  - Vainqueur du World Club Challenge : 2019 et 2020 (Sydney Roosters).
  - Vainqueur du State of Origin : 2018, 2019, 2021 et 2024 (Nouvelle-Galles du Sud).
  - Vainqueur de la National Rugby League : 2018 et 2019 (Sydney Roosters).

- Individuel :
  - Élu meilleur joueur de la National Rugby League : 2019 (Sydney Roosters).
  - Elu meilleur arrière de la National Rugby League : 2016 (Wests Tigers), 2019, 2022 et 2024 (Sydney Roosters).

### Coupe du monde
| Édition         | Rang     | Résultats Italie    | Résultats Tedesco | Matchs Tedesco |
| --------------- | -------- | ------------------- | ----------------- | -------------- |
| Angleterre 2013 | 1er tour | 1 v, 1 n, 1 d       | 1 v, 1 n, 1 d     | 3/3            |
| Australie 2017  | 1er tour | 1 v, 0 n, 2 d       | 1 v, 0 n, 2 d     | 3/3            |
| Édition         | Rang     | Résultats Australie | Résultats Tedesco | Matchs Tedesco |
| Angleterre 2022 | Champion | 6 v, 0 n, 0 d       | 6 v, 0 n, 0 d     | 6/6            |

### Détails en sélection
| Matchs internationaux de James Tedesco | Matchs internationaux de James Tedesco | Matchs internationaux de James Tedesco | Matchs internationaux de James Tedesco | Matchs internationaux de James Tedesco | Matchs internationaux de James Tedesco | Matchs internationaux de James Tedesco | Matchs internationaux de James Tedesco | Matchs internationaux de James Tedesco | Matchs internationaux de James Tedesco | Matchs internationaux de James Tedesco | Matchs internationaux de James Tedesco |
|                                        | Date                                   | Adversaire                             | Résultat                               | Compétition                            | Poste                                  | Points                                 | Essais                                 | Pen.                                   | Drops                                  |                                        |                                        |
| -------------------------------------- | -------------------------------------- | -------------------------------------- | -------------------------------------- | -------------------------------------- | -------------------------------------- | -------------------------------------- | -------------------------------------- | -------------------------------------- | -------------------------------------- | -------------------------------------- | -------------------------------------- |
| sous les couleurs de l'Italie          |                                        |                                        |                                        |                                        |                                        |                                        |                                        |                                        |                                        |                                        |                                        |
| 1.                                     | 26 octobre 2013                        | Pays de Galles                         | 32-16                                  | Coupe du monde                         | Centre                                 | 4                                      | 1                                      | -                                      | -                                      |                                        |                                        |
| 2.                                     | 3 novembre 2013                        | Écosse                                 | 30-30                                  | Coupe du monde                         | Centre                                 | -                                      | -                                      | -                                      | -                                      |                                        |                                        |
| 3.                                     | 10 novembre 2013                       | Tonga                                  | 0-16                                   | Coupe du monde                         | Centre                                 | -                                      | -                                      | -                                      | -                                      |                                        |                                        |
| 4.                                     | 29 octobre 2017                        | Irlande                                | 12-36                                  | Coupe du monde                         | Arrière                                | -                                      | -                                      | -                                      | -                                      |                                        |                                        |
| 5.                                     | 5 novembre 2017                        | États-Unis                             | 46-0                                   | Coupe du monde                         | Demi d'ouverture                       | 8                                      | 2                                      | -                                      | -                                      |                                        |                                        |
| 6.                                     | 10 novembre 2017                       | Fidji                                  | 10-38                                  | Coupe du monde                         | Demi d'ouverture                       | -                                      | -                                      | -                                      | -                                      |                                        |                                        |
|                                        | Date                                   | Adversaire                             | Résultat                               | Compétition                            | Poste                                  | Points                                 | Essais                                 | Pen.                                   | Drops                                  |                                        |                                        |
| sous les couleurs de l'Australie       |                                        |                                        |                                        |                                        |                                        |                                        |                                        |                                        |                                        |                                        |                                        |
| 1.                                     | 13 octobre 2018                        | Nouvelle-Zélande                       | 24-26                                  | Amical                                 | Arrière                                | 4                                      | 1                                      | -                                      | -                                      |                                        |                                        |
| 2.                                     | 20 octobre 2018                        | Tonga                                  | 34-16                                  | Amical                                 | Arrière                                | 4                                      | 1                                      | -                                      | -                                      |                                        |                                        |
| 3.                                     | 25 octobre 2019                        | Nouvelle-Zélande                       | 26-4                                   | Coupe Océanie                          | Arrière                                | 4                                      | 1                                      | -                                      | -                                      |                                        |                                        |
| 4.                                     | 2 novembre 2019                        | Tonga                                  | 6-12                                   | Coupe Océanie                          | Arrière                                | -                                      | -                                      | -                                      | -                                      |                                        |                                        |
| 5.                                     | 15 octobre 2022                        | Fidji                                  | 42-8                                   | Coupe du monde                         | Arrière                                | 4                                      | 1                                      | -                                      | -                                      |                                        |                                        |
| 6.                                     | 21 octobre 2022                        | Écosse                                 | 84-0                                   | Coupe du monde                         | Arrière                                | 4                                      | 1                                      | -                                      | -                                      |                                        |                                        |
| 7.                                     | 29 octobre 2022                        | Italie                                 | 66-6                                   | Coupe du monde                         | Arrière                                | 4                                      | 1                                      | -                                      | -                                      |                                        |                                        |
| 8.                                     | 4 novembre 2022                        | Liban                                  | 48-4                                   | Coupe du monde                         | Arrière                                | -                                      | -                                      | -                                      | -                                      |                                        |                                        |
| 9.                                     | 11 novembre 2022                       | Nouvelle-Zélande                       | 16-14                                  | Coupe du monde                         | Arrière                                | -                                      | -                                      | -                                      | -                                      |                                        |                                        |
| 10.                                    | 19 novembre 2022                       | Samoa                                  | 30-10                                  | Coupe du monde                         | Arrière                                | 8                                      | 2                                      | -                                      | -                                      |                                        |                                        |
| 11.                                    | 14 octobre 2023                        | Samoa                                  | 38-12                                  | Test-match                             | Arrière                                | 4                                      | 1                                      | -                                      | -                                      |                                        |                                        |
| 12.                                    | 18 octobre 2023                        | Nouvelle-Zélande                       | 36-18                                  | Test-match                             | Arrière                                | -                                      | -                                      | -                                      | -                                      |                                        |                                        |
| 13.                                    | 4 novembre 2023                        | Nouvelle-Zélande                       | 0-30                                   | Test-match                             | Arrière                                | -                                      | -                                      | -                                      | -                                      |                                        |                                        |

### Détails en club
| Saison | Saison          | Championnat | Championnat  | Championnat | Championnat | Championnat | Championnat | Championnat | State of Origin | State of Origin | State of Origin | State of Origin | State of Origin | State of Origin | State of Origin | Sélection | Sélection | Sélection | Sélection | Sélection | Sélection | Sélection |
| Saison | Saison          | Comp.       | Class.       | M           | Pts         | Ess.        | Buts        | Dp.         | Ed.             | Rés.            | M               | Pts             | Ess.            | Buts            | Dp.             | Compet.   | M         | Pts       | Ess.      | Buts      | Dp.       |           |
| ------ | --------------- | ----------- | ------------ | ----------- | ----------- | ----------- | ----------- | ----------- | --------------- | --------------- | --------------- | --------------- | --------------- | --------------- | --------------- | --------- | --------- | --------- | --------- | --------- | --------- | --------- |
| 2012   | Wests Tigers    | NRL         | 10e          | 1           | -           | -           | -           | -           |                 |                 |                 |                 |                 |                 |                 |           |           |           |           |           |           |           |
| 2013   | Wests Tigers    | NRL         | 15e          | 19          | 32          | 8           | -           | -           |                 |                 |                 |                 |                 |                 |                 | CM        | 3         | 4         | 1         | -         | -         |           |
| 2014   | Wests Tigers    | NRL         | 13e          | 8           | 24          | 6           | -           | -           |                 |                 |                 |                 |                 |                 |                 |           |           |           |           |           |           |           |
| 2015   | Wests Tigers    | NRL         | 15e          | 24          | 68          | 17          | -           | -           |                 |                 |                 |                 |                 |                 |                 |           |           |           |           |           |           |           |
| 2016   | Wests Tigers    | NRL         | 9e           | 17          | 56          | 14          | -           | -           | 2016            | Perdant         | 1               | -               | -               | -               | -               |           |           |           |           |           |           |           |
| 2017   | Wests Tigers    | NRL         | 14e          | 21          | 20          | 5           | -           | -           | 2017            | Perdant         | 3               | 4               | 1               | -               | -               | CM        | 3         | 8         | 2         | -         | -         |           |
| 2018   | Sydney Roosters | NRL         | Champion     | 25          | 36          | 9           | -           | -           | 2018            | Vainqueur       | 3               | 8               | 2               | -               | -               |           | 2         | 8         | 2         | -         | -         |           |
| 2019   | Sydney Roosters | NRL         | Champion     | 24          | 72          | 18          | -           | -           | 2019            | Vainqueur       | 3               | 8               | 2               | -               | -               |           | 2         | 4         | 1         | -         | -         |           |
| 2020   | Sydney Roosters | NRL         | 2e tour      | 19          | 44          | 11          | -           | -           | 2020            | Perdant         | 3               | 8               | 2               | -               | -               |           |           |           |           |           |           |           |
| 2021   | Sydney Roosters | NRL         | 2e tour      | 22          | 46          | 9           | 5           | -           | 2021            | Vainqueur       | 3               | -               | -               | -               | -               |           |           |           |           |           |           |           |
| 2022   | Sydney Roosters | NRL         | 1er tour     | 24          | 52          | 13          | -           | -           | 2022            | Perdant         | 3               | -               | -               | -               | -               | CM        | 6         | 20        | 5         | -         | -         |           |
| 2023   | Sydney Roosters | NRL         | 2e tour      | 22          | 44          | 11          | -           | -           | 2023            | Perdant         | 3               | -               | -               | -               | -               |           | 3         | 4         | 1         | -         | -         |           |
| 2024   | Sydney Roosters | NRL         | Finale prél. | 25          | 68          | 17          | -           | -           | 2024            | Vainqueur       | 1               | 4               | 1               | -               | -               |           |           |           |           |           |           |           |
| 2025   | Sydney Roosters | NRL         |              | 4           | -           | -           | -           | -           |                 |                 |                 |                 |                 |                 |                 |           |           |           |           |           |           |           |